# Bodenkirchen
Bodenkirchen település Németországban, azon belül Bajorországban. Lakosainak száma 5360 fő (2023. december 31.). Bodenkirchen Gangkofen, Schalkham, Neumarkt-Sankt Veit, Egglkofen, Schönberg, Oberbergkirchen, Velden (Vils), Wurmsham és Vilsbiburg községekkel határos.

## Népesség
A település népessége az elmúlt években az alábbi módon változott:
| Lakosok száma | 3965 | 3902 | 5213 | 5211 | 5186 | 5243 | 5282 | 5284 | 5402 | 5360 |
|               | 1970 | 1975 | 2011 | 2012 | 2014 | 2015 | 2017 | 2019 | 2022 | 2023 |